# Развод
Развод брака је последица дуготрајне брачне неслоге и конфликата партнера. Према психолошким и истраживањима у социјалном раду један је од најстреснијих животних догађаја. До развода долази када међусобни однос не задовољава једног или оба брачна партнера па их омета у тој мери да нису спремни да наставе такву брачну заједницу. Може бити споразуман, или уз одговарајућу судску процедуру када службе социјалне заштите имају веома важну улогу. Ово се посебно односи на поверавање детета или деце једном родитељу на даљу бригу и старање као и заштиту интереса деце у будућности. Последњих година у разрешавању проблема односа партнера све више се укључују брачна саветовалишта чиме се настоји постићи разрешавање проблема са мање ризика од продужетка сукоба и након развода. Саветовање се обавља кроз форму медијације или класичног саветовања, а успешније је ако почне у току брачне кризе, пре него што се покрене бракоразводна парница.
Развод обично подразумева поништавање или реорганизацију законских дужности и одговорности брака, чиме се раскидају брачне везе између брачног пара према владавини права одређене земље или државе. Закони о разводима знатно се разликују широм света, али у већини земаља за развод брака потребно је одобрење суда или другог органа у правном поступку, што може укључивати питања расподелу имовине, старатељство над децом, алиментацију (издржавање супружника), посете/приступ деци, време родитељства, издржавање деце и поделу дуга. У већини земаља моногамија је обавезна по закону, те развод омогућава сваком бившем партнеру да се ожени другом особом.
Развод се разликује од поништења, којим се брак проглашава ништавим, са правним раздвајањем или де јуре раздвајањем (правни поступак којим брачни пар може формализовати де факто раздвајање док остаје у законском браку) или са де факто сепарације (процес у коме супружници неформално престају да живе заједно). Разлози за развод су различити, од сексуалне некомпатибилности или недостатка независности једног или оба супружника до сукоба личности.
Једине земље које не дозвољавају развод су Филипини и Ватикан. На Филипинима развод за немуслиманске Филипинце није легалан осим ако су муж или жена странци и задовољавају одређене услове. Ватикан је црквена држава која нема процедуру за развод брака. Земље које су релативно недавно легализовале развод су Италија (1970), Португалија (1975, иако је од 1910. до 1940. то било могуће за грађански и верски брак), Бразил (1977), Шпанија (1981), Аргентина (1987), Парагвај (1991), Колумбија (1991; од 1976 је развод био дозвољен само за некатолике), Андора (1995), Ирска (1996), Чиле (2004) и Малта (2011).

## Преглед
Разлози за развод веома се разликују од земље до земље. Брак се може посматрати као уговор, статус или њихова комбинација. Тамо где се то сматра уговором, одбијање или немогућност једног супружника да изврши обавезе предвиђене уговором може представљати основ за развод брачног друга. Насупрот томе, у неким земљама (попут Шведске, Финске, Аустралије, Новог Зеланда), развод је чисто без кривице. Многе јурисдикције нуде могућност развода без кривице, као и развода по кривици. То је случај, на пример, у многим америчким државама (види Разлоге за развод (Сједињене Државе)) или Чешкој Републици.
Иако се закони о разводу разликују међу јурисдикцијама, постоје два основна приступа разводу: на основу кривице и бескривично. Међутим, чак и у неким јурисдикцијама које не захтевају од стране да наведу кривицу њеног партнера, суд и даље може узети у обзир понашање странака при подели имовине, дугова, процени старатељства, заједничког старања и подршке. У неким јурисдикцијама, један брачни друг може бити приморан да плати адвокатске трошкове другом брачном другу.
Закони се разликују у погледу периода чекања пре ступања на снагу развода. Такође, услови боравка су различити. Међутим, питања поделе имовине обично су одређена законом јурисдикције у којој се имовина налази.
У Европи се закони о разводу разликују од земље до земље, одражавајући различите правне и културне традиције. У неким земљама, посебно (али не само) у неким бившим комунистичким земљама, развод се може постићи само на једном једином општем основу „неповратног распада брака” (или сличној формулацији). Ипак, оно што представља такав „распад“ брака тумачи се веома различито од јурисдикције до јурисдикције, у распону од врло либералних тумачења (нпр. Холандија) до прилично рестриктивних (нпр. у Пољској мора постојати „неповратана и потпуна дезинтеграција брачног живота," али постоји много ограничења за одобравање развода брака). Сепарација представља основу за развод у неким европским земљама (у Немачкој се, на пример, развод брака одобрава на основу једногодишње сепарације ако оба супружника пристану, или трогодишње раздвојености ако пристане само један брачни друг). Имајте на уму да „сепарација“ не значи нужно одвојено становање - у неким јурисдикцијама, живот у истом домаћинству, али раздвојено живљење (на пример, јело, спавање, дружење итд) довољно је да представља де факто раздвајање; ово је изричито наведено, на пример, у породичним законима Летоније или Чешке Републике.
Закони о разводу нису статични; они се често мењају одражавајући еволуирајуће друштвене норме друштва. У 21. веку многе европске земље су унеле измене у своје законе о разводима, посебно смањењем дужине неопходних периода сепарације, на пример, Шкотска 2006. (1 или 2 године у односу на претходних 2 или 5 година); Француска 2005. (2 године у односу на претходних 6 година), Швајцарска 2005. (2 године у односу на претходне 4 године), Грчка 2008. (две године у односу на претходне четири године). Неке земље су потпуно ревидирале своје законе о разводу, попут Шпаније 2005. и Португалије 2008. Нови закон о разводу је такође ступио на снагу у септембру 2007. у Белгији, стварајући нови систем који је првенствено на безкривичној основи. Бугарска је такође изменила своје прописе о разводу брака 2009. Такође у Италији, нови закони су ступили на снагу 2014. и 2015. године са значајним променама у италијанском праву у погледу развода: осим скраћивања периода обавезне сепарације (6 месеци за неспорне разводе и 1 године за спорне из претходне 3 године), дозвољени су други облици развода - као алтернатива судским поступцима, односно преговори уз учешће адвоката или споразум склопљен пред матичаром јавног регистра. За разлику од тога, Аустрија је европска земља у којој закон о разводу и даље остаје конзервативан.
Либерализација закона о разводу није без опозиције, посебно у Сједињеним Државама. У САД извесне конзервативне и верске организације лобирају за законе који ограничавају развод. Године 2011, у Сједињеним Државама основана је Коалиција за реформу развода која се описује као организација „посвећена подршци напорима за смањење непотребних развода и промовисање здравих бракова“.
Становиште католичке цркве утемељује концепт брака на природном моралном закону, који је разрадио свети Тома Аквински, допуњеним откривеним Божанским законом. Учење доктора анђелика је током историје делимично делила источна православна црква.

## У разним земљама

### Велика Британија
Године 2015. највиши ниво развода у Великој Британији је забележен дуж целе морске обале, а Блекпул је заузео прво место. Процењује се да је стопа развода у Великој Британији 42%, а у 2019. години је регистровано око 107.599 развода. Пријављено је да је највећи број захтева за развод поднет на Дан развода, који увек пада на први понедељак нове године.

### САД
Национални центар за статистику здравства наводи да су жене у две трећине случајева подносиле захтев за развод у присуству деце од 1975. до 1988. године. На пример, у САД 71,4% случајева поднеле су жене 1975. године, а 65% 1988. године. Процењује се да више од 95% развода у САД је "неоспориво" јер обе стране могу доћи до споразума без одржавања саслушања (са адвокатима / медијаторима / заједничким адвокатом или без њих) о питањима имовине, деце и издржавања.
У САД је присутан појам "развод у сну", који није раскид брака, чак и ако тако звучи. То је колоквијализам који значи да брачни парови спавају у различитим креветима.

### Шведска
Процес развода почиње подношењем захтева за раскид брака окружном суду. Захтев могу заједнички поднети обе стране ако се супружници слажу, или га било која страна може поднети индивидуално, а није неопходно да обе стране пристану на развод. Супружници који се слажу на развод и немају децу млађу од 16 година добијају судску одлуку о разводу у року од неколико недеља. Ако постоје деца млађа од 16 година (укључујући усвојену децу), стране морају чекати 6 месеци пре него што било која страна или обе стране могу захтевати завршетак процеса развода како би званично били разведени. Ако су стране живеле раздвојено најмање две године пре подношења захтева за развод, окружни суд може донети одлуку о директном разводу.